# Bank BPH
Bank BPH ist ein Unternehmen aus Polen mit Sitz in Danzig (Gdańsk).
Die Bank BPH ist nach Unternehmensangaben die drittgrößte Bank Polens. Die 9.671 Angestellten erwirtschafteten im Jahr 2006 einen Gewinn von 2,175 Mrd. PLN (ca. 574 Mio. €). Die Bilanzsumme betrug 67,757 Mrd. PLN (17,103 Mrd. €).
Am 17. Juni 2008 hat die GE Money Bank sämtliche (damals 65,9 %) der bisher von UniCredit gehaltenen Aktien übernommen. Bank BPH bietet in Polen Finanzdienstleistungen verschiedener Art an. Im Januar 1995 wurde das Unternehmen erstmals an der Warschauer Börse gehandelt. Bis zum 20. März 2008 war die Bank im Aktienindex WIG20 gelistet.